# Natura (film)
 (mai 2025).
Motif : absences de sources secondaires pérennes, indépendantes et de qualité validant une notoriété encyclopédique de ce film. Démarche promotionnelle
- Archive Wikiwix
- Bing
- Cairn
- DuckDuckGo
- E. Universalis
- Gallica
- Google
- G. Books
- G. News
- G. Scholar
- Persée
- Qwant
- (zh) Baidu
- (ru) Yandex
- (wd) trouver des œuvres sur Wikidata

| 1. | Préciser le motif de la pose du bandeau. | Précisez le motif de la pose du bandeau en utilisant la syntaxe suivante : {{admissibilité à vérifier\|date=juin 2025\|motif=remplacez ce texte par le motif}}                     |
| 2. | Informer les utilisateurs concernés.     | Pensez à avertir le créateur de l'article, par exemple, en insérant le code ci-dessous sur sa page de discussion : {{subst:avertissement admissibilité à vérifier\|Natura (film)}} |

Pour plus de détails, voir Fiche technique et Distribution.
Natura est un long-métrage français écrit, produit et réalisé par Mickael Perret, sorti en salle le 19 juin 2024.

## Synopsis
Dans la tourmente de la Seconde Guerre mondiale, une femme traquée par les soldats américains trouve refuge dans une vaste et impénétrable forêt sauvage. Là, elle doit apprendre à survivre dans un environnement hostile, où la nature et les dangers qui la menacent l'obligent à puiser en elle des ressources insoupçonnées...

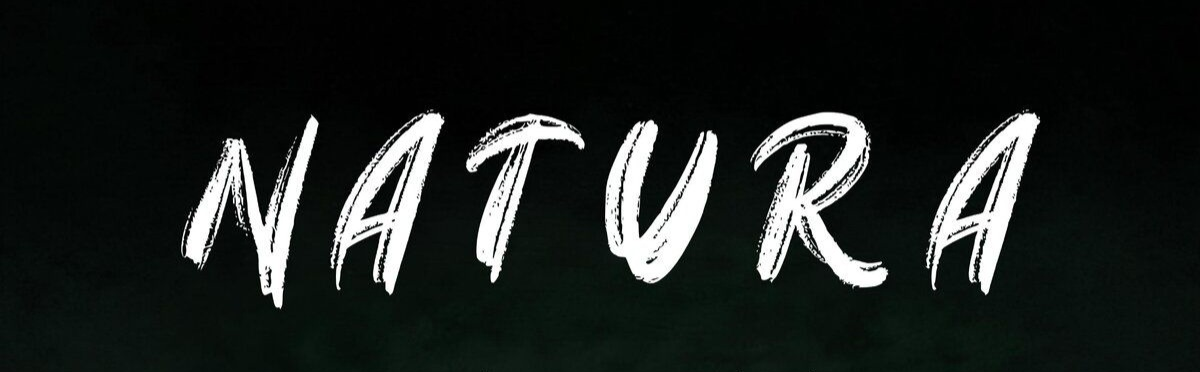
Natura (le logo du film)

## Sortie
En France, le long-métrage est sorti le 19 juin 2024 au cinéma, distribué par le Saint-André-Des-Arts.Il est sorti par ailleurs dans plusieurs festivals de cinéma à travers le monde en amont de sa sortie française, notamment le 25 janvier 2023 aux États-Unis au New York Cinematography Awards, en Suède le 22 février 2023 au Boden International Film Festival, au Canada le 26 mars 2023 au AlTFF (Alternative Film Festival), ou encore en Espagne le 7 avril 2023 au Valencia Indie Film Festival.

## Accueil critique
Le magazine de cinéma Mad Movies consacre un article au film dans son numéro 383, paru en juin 2024, louant des qualités au métrage : « Mickael Perret s'imprègne de la majesté de son décor naturel, et surtout de l'abandon absolu de son actrice, Manya Muse », « Natura tient beaucoup mieux la route que nombre de DTV sur les plateformes ». L'article mentionne également une certaine « naïveté créative propre à ce genre de coup d'essai ».